# IL1RL2
IL1RL2‏ (Interleukin 1 receptor like 2) هوَ بروتين يُشَفر بواسطة جين IL1RL2 في الإنسان.